# Давыдо-Никольский сельский совет
Давыдо-Никольский сельский совет (укр. Давидо-Микільська сільська рада) — административно-территориальная единица в Краснодонском районе Луганской области Украины.
Административный центр сельского совета находится в с. Давыдо-Никольское.

## Населённые пункты совета
- с. Водоток
- c. Давыдо-Никольское
- с. Ивановка
- с. Пантелеевка

## Адрес сельсовета
94460, Луганская обл., Краснодонский р-н, с. Давыдо-Никольское, ул. Комсомольская, 1а; тел. 99-6-24